# Netrokona Sadar
Netrokona Sadar è un sottodistretto (upazila) del Bangladesh situato nel distretto di Netrokona, divisione di Mymensingh. Si estende su una superficie di 340,35 km² e conta una popolazione di 372.785  abitanti (censimento 2011).